# Joseph Halléguen
Joseph Halléguen, né le 2 juillet 1916 à Quimper (Finistère) et mort le 31 janvier 1955 à Quimper (Finistère), est un résistant et homme politique français.

## Biographie
Joseph Halléguen est le troisième fils de Jean-Louis Halléguen, voyageur de commerce, et de  Marie-Louise Guéguen. Élève au petit séminaire de Pont-Croix  puis à l'Université Grégorienne de Rome, il se trouve avant guerre, coopérant à Zahlé au Liban. Grâce à une bonne note en anglais lors d'un examen militaire au cours de l'été 39, il est détaché secrétaire de l'Officier de Liaison auprès de l'Armée Britannique, Robert de Kersauzon, au Consulat de France en  Palestine. Surviennent la guerre, l'armistice puis l'Appel du 18 juin: il s'engage dans la France libre naissante à Jérusalem dès le 24 juin 1940. Pendant 10 mois, à la demande du Colonel de Larminat, il assure en tant que speaker, l'émission française-libre de Radio-Jérusalem à destination de la Syrie et du Liban.
En mai 1941, avec quelques volontaires dont André Zirnheld, il remonte le Nil, descend le Congo vers le Camp Colonna d'Ornano à Brazzaville, créé pour les aspirants officiers de la France Libre. Le Général Valin y recrute des équipages pour l'Angleterre : depuis Douala, à bord "Touareg", il gagne Liverpool et entre en février 1942 au Centre d'Instruction de la Royal Air Force de Camberley.
Durant son entrainement au Canada, il publie plusieurs articles  patriotiques sous le nom de "Pierre Hallet" dans "Le Jour", de Montréal. Breveté navigateur, en août 1943, à  Ancienne Lorette, au Québec, il est versé au Groupe Lorraine, escadrille Nancy  des Forces Aériennes Françaises Libres, FAFL. Il  accomplit 72 missions (bombardement) avec le squadron 342.
Démobilisé en 1945, il est Chargé de Mission au Ministère de l'Information, notamment pour l'exposition "Livre et arts graphiques indochinois" à la Bibliothèque nationale. Nommé pour "organiser les services de l'Information en Extrême-Orient", il n'exercera pas cette fonction. Délégué départemental RPF pour le Finistère, il est élu, à 31 ans, maire de Quimper de 1947 à 1953 et Conseiller général. Durant son mandat, avec entre autres, Fanch Bégot et Pierre Jakez Hélias, il dynamise les Fêtes de Cornouaille et le jumelage avec la ville de Falkirk en Écosse.
Élu député RPF (Rassemblement du Peuple Français) du Finistère, le 17 juin 1951, il démissionne un an plus tard pour  l'ARS (Action Républicaine et Sociale). Il est  rapporteur  de la commission parlementaire chargée d'étudier les "conséquences de l'unité saharienne", par une mission en Tunisie et au Maroc en automne 1953.
Il est avec Joseph Martray et René Pleven, un des cofondateurs du CELIB (Comité d'Études et de Liaison des Intérêts Bretons) créé en 1950  dont il assure la présidence du bureau exécutif.
Il décède prématurément à Quimper le 31 janvier 1955 à l'âge de 38 ans. Plus de 200 de ses amis formeront un comité pour l'édification d'un mémorial en  granit portant son effigie en bronze par le sculpteur  René Quillivic. Lors de l'inauguration, deux ans plus tard, son ami   Auguste Dupouy évoquera ce "grand vivant".

## Décorations
- Chevalier de la Légion d'honneur
- Croix de guerre 1939–1945 ( quatre citations)
- Médaille de la Résistance française, avec rosette
- Médaille commémorative des services volontaires dans la France libre